# 舊赫梅林
50°46′50″N 27°39′3″E / 50.78056°N 27.65083°E
舊赫梅林（烏克蘭語：Старий Хмерин），是烏克蘭北部的村莊，隸屬日托米爾州的茲維亞赫爾區。該村面積2.59平方公里，海拔高度211米，2001年人口30，人口密度每平方公里11.58人。